# 马五达
马五达（1902年—1973年），男，彝族，四川昭觉人，中国政治人物，曾任凉山州政协副主席，第四届全国政协委员。